# Visionarios: Caballeros de la Luz Mágica
Visionarios: Caballeros de la Luz Mágica es una serie de dibujos animados de media hora presentada en 1987. La serie se basa en las figuras de acción del mismo nombre fabricadas por Hasbro.
Un total de 13 episodios fueron producidos por Sunbow Productions y TMS Entertainment, los cuales fueron vendidos en DVD en 2004. Igualmente la serie fue publicada en historietas, las cuales fueron canceladas después de solo 6 ediciones.

## Personajes
Basados en el planeta Prysmos en otra dimensión, los Visionarios consisten en dos grupos de caballeros — los Caballeros Espectrales y los Caballeros de Darkling. Ambos grupos poseen poderes mágicos después de haber alcanzado el santuario de Merklynn en la montaña de hierro. Cada personaje cuenta con un tótem mágico que refleja su personalidad en forma de un animal en el que pueden transformarse y algunos de ellos con un bastón mágico que pueden activar con un verso especial (su poder solo puede usarse una vez, luego hay que recargarlos en el santuario de Merklynn). En las historietas todos los personajes cuentan con este tipo de poderes.

### Caballeros Espectrales
Los Caballeros Espectrales utilizan sus poderes mágicos para el bien. Su líder es Leoric, príncipe de Nueva Valarak. 
| Poder mágico: | Sabiduría - "¡Secretos y susurros de una era destruida, ordeno que renueven esta sabiduría!" o "¡Secretos deseos de una época oscura, te convoco, te traigo a esta era!" |

| Poder mágico: | Protección - "¡De uno y de todos escuda esta nave, refleja, deflecta, remueve y cae!" |

| Poder mágico: | Fuego - "¡Extrae aliento de una estrella y el cielo en llamas incinera!" |

| Poder mágico: | Fortaleza - "¡Tres soles alineados emiten su luz y llenan el arco del guerrero con su energía!" o "¡Tres soles alineados sostienen la luz y llenan el arco del arquero con fortaleza!" |

| Poder mágico: | Velocidad de la luz - "Pon estos pies en un viento fuerte, dale rapidez a estas piernas o se acercara la muerte" o "De estos pies que recorren el sendero, hagan la velocidad de la luz yo les ordeno!" |

| Poder mágico: | Conocimiento - "¡Un capricho, una idea, un genio en mi mente, con ágil torrente que se haga presente!" o "¡El viento que sopla cada vez más, despierta mi mente para ser sapiente!" |

| Poder mágico: | Curación - "¡Por la calidez del corazón tu dolor yo siento. Concédeme el poder, tus heridas yo remedio!" |

### Caballeros de Darkling
Encabezados por Darkstorm, los caballeros de Darkling usan sus poderes para el mal y son considerados los villanos de la serie.
| Poder mágico: | Decadencia - "¡Por lo que se arrastra y lo que repta, por lo que vibra y crece, ahora todo envejece y se desvanece!" "¡Por lo que anda, por lo que se arrastra, por lo que no, permite que lo que anda reciba la vejez!" Revertir decadencia: - "¡Por lo que crece y se desvanece, devuélvele la juventud al hombre que crece!" "¡Poder de la vejez, oscurecida verdad, lo que era viejo de nuevo joven será!" |

| Poder mágico: | Extractor de magia - "¡La piel despelleja, los huesos descubre, planta con dolor lo que este campo cubre!" |

| Poder mágico: | Vuelo - "¡Vientos de acero, la briza cabalgad. Invade el aire, la tierra y la mar!" |

| Poder mágico: | Destrucción - "¡Por mano de la naturaleza, por destreza, por arte lo que antes era pasivo ahora toma parte!" "¡Por mano de la naturaleza, por destreza, por arte lo que antes era pasivo ahora es activo!" "¡Por la mano de la naturaleza, por discordia por unión, lo que una vez fue, ahora vuela en soledad!" Revertir destrucción - ? |

| Poder mágico: | Miedo - “¡Pozos llenos de niebla, calabozos llenos de vapor llenen todo lo que está ante mi de temor!” "¡Una fallida oscuridad se convierte en realidad, es lo que me llena con miedo y fantasías!" |

| Poder mágico: | Invulnerabilidad - “¡Las flechas se apartan, las espadas se rebelan, nada perfora esta figura mortal!” "¡Las flechas enderezan y las espadas se revelan, no hagan nada parecerse a este escudo mortal!" |

| Poder mágico: | Enfermedad - "¡Viento enfermizo, vil dolencia, golpea mi enemigo con enfermedad violenta!" |

## Episodios
| # | Episodio                                                               | Escritor    | DVD | Continuidad | Fecha de estreno original |
| --- | ---------------------------------------------------------------------- | ----------- | --- | ----------- | ------------------------- |
| 01 | La Era Cuando la Magia Comienza (The Age of Magic Begins - Part 1)     | Flint Dile  | 01  | 01          | 20 de septiembre de 1987  |
| Cuando la tecnología fallo en el planeta Prysmos, comenzó una era de magia. Con el mundo descendiendo en el caos, los caballeros de Prysmos se embarcaron en una búsqueda para conquistar la montaña de hierro, atraídos por la promesa de poderes mágicos del mago Merklynn. Pero solo catorce tuvieron éxito y pronto se hizo claro que varios de ellos se unieron por la búsqueda de ganancia personal. |                                                                        |             |     |             |                           |
| 02 | La Tenebrosa Mano de la Traición (The Dark Hand of Treachery - Part 2) | Flint Dile  | 02  | 02          | 27 de septiembre de 1987  |
| Darkstorm y sus compañeros, los Darkling Lords, ayudados por vehículos mágicos, atraparon, uno a uno, a Leoric y sus seguidores. Encarcelados en el calabozo del castillo de Darkstorm y despojados de sus armas, Leoric y sus seguidores parecían estar en una situación sin esperanza. Sin embargo, pronto, Leoric se dio cuenta de que ellos debían unirse y los llamó los Spectral Knights. |                                                                        |             |     |             |                           |
| 03 | En Busca del Ojo del Dragón (Quest for the Dragon's Eye Part3)         | Flint Dile  | 03  | 03          | 4 de octubre de 1987      |
| Después de escapar del castillo Darkstorm y adquirir vehículos mágicos propios, los Spectral Knights capturaron a los Darkling Lords y los pusieron a trabajar en una fábrica. Sin embargo, poco después, los Darkling Lords escaparon y emboscaron a los Spectral Knights, quienes iban al santuario de Merklynn para recargar su poder personal. Pero, a cambio de más magia, ellos debían darle a Merklynn, el Ojo del Dragon. |                                                                        |             |     |             |                           |
| 04 | El Precio de la Libertad (The Price of Freedom)                        | Doug Booth  | 04  | 04          | 8 de noviembre de 1987    |
| Los Darkling Lords encontraron una ciudad, cuyos habitantes son reacios a ceder su estilo de vida de la era de tecnología. Atraídos por la promesa de Darkstorm de darles esclavos humanos para reemplazar a los robots, que utilizaban para hacer todo el trabajo de la ciudad, las personas se infiltraron en New Valarak y esclavizaron a los Spectral Knights. Pero los Spectral Knights encontraron un aliado en una mujer que siente que la libertad a expensas de otros esta mal.                                                              |                                                                        |             |     |             |                           |
| 05 | El Día en que Feryl se fue (Feryl Steps Out)                           | Buzz Dixon  | 05  | 05          | 11 de octubre de 1987     |
| Abatido, después de entrar en dificultades durante una batalla con piratas, Feryl dejó los Spectral Knights. Darkstorm trata de tornar la situación en su ventaja y, después de un intento inicial fallido de enlistar a Feryl en los Darkling Lords, atrajo a Leoric en una trampa, haciéndole creer que la vida de Feryl esta en peligro. Pero, Feryl, pronto, se dio cuenta de que había sucedido y encaminó a los Darkling Lords hacia el castillo Darkstorm.                                                                                     |                                                                        |             |     |             |                           |
| 06 | La Cacería de León (Lion Hunt)                                         | Buzz Dixon  | 06  | 07          | 18 de octubre de 1987     |
| Los Darkling Lords buscan la ayuda de una vieja bruja, quien les da una poción que atrapará a Leoric en su forma animal. Incapaz de revertir a la forma humana, Leoric, pronto, se encuentra bajo el ataque de los Darkling Lords, un grupo de aldeanos supersticiosos y aun de sus compañeros, los Spectral Knights, quienes creen que él ha sido muerto. Cuando los Spectral Knights descubren la verdad, se enfrentan en una carrera contra el tiempo para restaurar a su líder a la normalidad.                                                   |                                                                        |             |     |             |                           |
| 07 | El Derrocamiento de Merklynn (The Overthrow of Merkylnn)               | Flint Dille | 07  | 09          | 25 de octubre de 1987     |
| Cansado de estar constantemente contestando a Merklynn, Darkstorm depone al mago y asume el control de la montaña de hierro. Pero, ellos rápidamente se sobre confiaron y desataron un hechizo que activo una serie de violentos cataclismos. Creyendo que Prysmos será destruido a menos que el hechizo pueda ser roto, los Darkling Lords son forzados a buscar a Merklynn y liberarlo de la cárcel de mago a la cual Darkstorm lo había desterrado.                                                                                                |                                                                        |             |     |             |                           |
| 08 | El Poder de los Sabios (The Power of the Wise)                         | Doug Booth  | 08  | 06          | 1 de noviembre de 1987    |
| Los Spectral Knights están temerosos de envejecer rápido por el poder del estandarte de Darkstorm, y cuando Merklynn se rehúsa a ayudarlos, emprenden una búsqueda para encontrar una fuente mágica, cuyas aguas tienen propiedades rejuvenecedoras. Durante la búsqueda, Leoric cae víctima del estandarte de Darkstorm, y para asegurar que no pueda ser restaurado a su verdadera edad, los Darkstorm Lords destruyen la fuente. Pero la experiencia le enseña a Leoric que es más para edad vieja que siendo débil y avejentado.                  |                                                                        |             |     |             |                           |
| 09 | Cuerno de Unicornio, Garra de Dragón (Horn of Unicorn, Claw of Dragon) | Buzz Dixon  | 09  | 08          | 15 de noviembre de 1987   |
| Una plaga mágica ataca Prysmos, dejando Visionarios de ambos bandos cerca de la muerte. Su única esperanza es un hechizo, del cual los ingredientes clave son un cuerno de unicornio y una garra de dragón. Witterquick y Arzon deben hacer grupo con Lexor y Cindarr e iniciar una búsqueda de éstos ingredientes, pero pueden ellos acabar la misión sin tomar ninguna vida? |                                                                        |             |     |             |                           |
| 10 | El Camino de los Tres Magos (The Trail of the Three Wizards)           | Flint Dille | 10  | 10          | 22 de noviembre de 1987   |
| Merklynn envía a los Spectral Knights a la Zona de Anarquía para reunir tres magos rebeldes, pero, justo cuando ellos completaron su misión, los Darkling Lords los emboscan. Liberando uno de los magos como una distracción, los Spectral Knights retornan a la Montaña de Hierro, donde Merklynn envia a uno de los magos a la Celda de Magos y prueba que el segundo mago es inocente. Los Spectral Knights entonces retornan a la Zona de Anarquía a recapturar el mago restante, el cual se dirige al Santuario Perdido con los Darkling Lords. |                                                                        |             |     |             |                           |
| 11 | Escuadrón de Brujería (Sorcery Squared)                                | Flint Dille | 12  | 11          | 29 de noviembre de 1987   |
| Merklynn le da a los Spectral Knights un cristal mágico, el cual los alertará de peligros. Pero, Darkstorm pronto se da cuenta de que el cristal puede ser neutralizado por un enemigo que viste una "Capa de ocultación". Después que Reekon se infiltro en New Valarak y robó el cristal, Ectar y Arzon son forzados en un juego peligroso de subterfugio en orden de tenerla de vuelta. |                                                                        |             |     |             |                           |
| 12 | Honor Entre Ladrones (Honor Among Thieves)                             | Doug Booth  | 11  | 12          | 6 de diciembre de 1987    |
| Cryotek es capturado por los Darkling Lords, quienes tratan de remover su poder de tótem. En su lugar, el termina con el tótem de Cravex más el suyo y comienza a actuar extraño tanto como los dos tótem luchan por el control. Dando se cuenta de lo sucedido, los Spectral Knights y Darkling Lords forzosamente ponen sus diferencias a un lado hasta que él es encontrado y el tótem de Cravex pueda ser removido de él. |                                                                        |             |     |             |                           |
| 13 | El Amanecer de los Diablillos del Sol (Dawn of the Sun Imps)           | Flint Dille | 13  | 13          | 13 de diciembre de 1987   |
| Al enterarse de que una tumba que encarcela a seis diablillos traviesos ha sido expuesta, Merklynn envía a los Visionarios a enterrarla. Pero Lexor engaña a Cindarr para que enfríe las criaturas, las cuales proceden a causar estragos en ambos bandos. Los Spectral Knights y Darkling Lords son forzados a trabajar juntos en orden de recapturar los diablillos y retornarlos a su tumba. |                                                                        |             |     |             |                           |

- Datos: Q2915401